# مارگاریت خاچاطریان
مارگاریت خاچاطریان (ارمنی: Մարգարիտ Խաչատրյան؛ انگلیسی: Margarit Khachatryan؛ ۱۱ اوت ۱۹۶۸) یک بازیگر اهل ارمنستان است. وی از سال میلادی تا کنون فعالیت می‌کند.

## زندگی‌نامه
وی در ۱۱ اوت ۱۹۶۸ در چارنتساوان به دنیا آمد و از انستیتو دولتی هنری و نمایشی ایروان (۱۹۸۶) فارغ‌التحصیل شد. وی در فرهنگستان دولتی تئاتر سوندوکیان () و تئاتر کمدی موزیکال پارونیان () فعالیت کرده است. 